# Claudio Corrarati
Claudio Corrarati (Bolzano, 8 luglio 1967) è un politico italiano, sindaco di Bolzano dal 19 maggio 2025.

## Biografia
Diplomato come perito industriale presso l'Istituto Tecnico Industriale Galileo Galilei di Bolzano, è iscritto all'albo dei periti della Provincia Autonoma di Bolzano come esperto di marketing internazionale.
Dal 1986 al 1993 è stato responsabile del servizio tecnico nel settore impianti tecnologici per Telecom Italia. Dal 2003 è invece impiegato come direttore tecnico di Boden Service nella sua città, oltre a ricoprire contemporaneamente dal 1999 il ruolo di responsabile del servizio di prevenzione e protezione per "Unione e commercio" e "Unione e artigiani" del comune di Bolzano.
Dal 2009 è presidente del Consorzio Nazionale Artigiani del Trentino-Alto Adige.

### Sindaco di Bolzano
Consigliere camerale presso la camera di commercio di Bolzano, entra in politica nel 2025 candidandosi come sindaco della sua città in vista delle elezioni amministrative del 4 e 18 maggio per il centro-destra, risultando poi eletto al ballottaggio con il 51,03% delle preferenze, diventando il primo sindaco di centro-destra della città dalla fine del secondo dopoguerra.